# Kingdom of the Night
Kingdom of the Night (рус. «Королевство ночи») — дебютный студийный альбом немецкой пауэр-метал группы Axxis. Выпущен в 1989 году на лейбле EMI Records. Содержит такие хиты группы как «Kingdom of the Night», «The Moon» и пауэр-балладу «Tears of the Trees».

## Об альбоме
Выход пластинки состоялся 1 марта 1989 года, выходу предшествовал выпуск одноимённого мини-альбома, заявленного как промоверсия и нескольких синглов с композициями с данного альбома.
Альбом ожидал коммерческий успех в виде более 100 000 реализованных копий.
Пауэр-баллада Tears of the Trees — первая композиция коллектива, была написана годом ранее, в 1988-м и впервые выпущена как демо в том же 1988 и имела большую длительность (4:28). Фактически, с этой песни и начинается история группы.

## Список композиций
Тексты и музыка всех композиций написаны Бернхардом Вайссом и Вальтером Пичем.
| №                   | Название                               | Длительность |
| ------------------- | -------------------------------------- | ------------ |
| 1.                  | «Living in a World»                    | 3:53         |
| 2.                  | «Kingdom of the Night»                 | 3:51         |
| 3.                  | «Never Say Never»                      | 3:41         |
| 4.                  | «Fire and Ice»                         | 4:00         |
| 5.                  | «Young Souls»                          | 3:16         |
| 6.                  | «For a Song»                           | 4:04         |
| 7.                  | «Love Is like an Ocean»                | 3:24         |
| 8.                  | «The Moon»                             | 3:40         |
| 9.                  | «Tears of the Trees»                   | 4:10         |
| 10.                 | «Just One Night»                       | 3:13         |
| 11.                 | «Kings Made of Steel»                  | 3:32         |
| 12.                 | «Living in a World (extended version)» | 5:08         |
| Общая длительность: | Общая длительность:                    | 45:52        |

## Участники записи
- Бернхард Вайсс — вокал, гитара;
- Вальтер Пич — гитара, бэк-вокал;
- Вернер Клейнхауз — бас-гитара;
- Ричард Михальски — ударные, бэк-вокал.
- Тобиас Беккер — клавишные;
- Франк Пайпер — бэк-вокал;
- Ава Кимиотти — бэк-вокал.
- Продюсеры — Б. Вайсс, В. Пич и Р. Ханекамп